# Jacques Chardonne
Jacques Chardonne, nom de plume de Jacques Boutelleau, né à Barbezieux le 2 janvier 1884 et mort à La Frette-sur-Seine le 29 mai 1968, est un écrivain et éditeur français.
Aîné charentais de l'écrivain Pierre-Henri Simon, il fait partie du Groupe de Barbezieux avec Geneviève Fauconnier, Henri Fauconnier, Maurice Delamain, Jacques Delamain, Germaine Boutelleau, sans que ce groupe « géographique » partage les mêmes vues.
Considéré comme un auteur d'extrême droite, il est avec Paul Morand un des pères spirituels de ceux qu'on a appelés « Les Hussards », les écrivains Roger Nimier, Jacques Laurent, Antoine Blondin et Michel Déon.

## Biographie

### Enfance
Jacques Boutelleau est né en 1884 du mariage de Georges Boutelleau et Mary Ann Haviland, fille de David Haviland, porcelainier américain installé à Limoges (Haviland). Il a une sœur aînée, Germaine Boutelleau, née en 1876.
Son père, Georges Boutelleau, issu d'une famille de négociants de cognac, était lui-même écrivain. Poète amateur, il fut encouragé par François Coppée et par le célèbre écrivain rochefortais Julien Viaud, dit Pierre Loti, qu'il reçut dans sa grande maison patricienne de Barbezieux. Georges dira un jour à son fils : « La littérature, ce n'est pas un métier, c'est un secret ».
Sa mère, quaker d'ascendance américaine, appartenait à la célèbre « tribu porcelainière » des Haviland de Limoges.
Il passe son enfance à Barbezieux où il est éduqué selon la religion protestante jusqu'en 1898 où il est envoyé en Allemagne puis en 1899 en Angleterre afin de diversifier ses connaissances et d'apprendre le commerce. À la fin de cette même année, il retourne à Barbezieux pour reprendre l'école et il obtiendra son baccalauréat en 1902. Il commence alors des études de droit à l’École libre des sciences politiques de Paris pour avoir sa licence en 1906.
En 1907, il commence son service militaire mais est réformé pour des raisons de santé ce qui le conduit à prendre un temps de repos à Grasse où il écrira son premier ouvrage, Catherine, puis à aller en Suisse. Il découvrira alors le village de Chardonne, nom dont il s'inspirera pour son nom d'auteur.
« Enfant j'aimais Jaurès, et je lisais ce qu'il écrivait. Vers 1910, je l'ai connu et l'ai vu souvent jusqu'à sa mort [...] il  a prophétisé des sombres choses qui n'ont pas manqué d'arriver. Ces idées m'ont marqué à jamais. »

### Avant la Seconde Guerre mondiale
À la suite de cela, il retourne à Paris en 1909 pour devenir secrétaire chez l'éditeur Pierre-Victor Stock, après avoir épousé Marthe Schyler-Schröder (1886-1967, d'une famille protestante de grands négociants en vin bordelais). De cette union naîtra un fils, Gérard, en 1911. De 1912 à 1913, il renflouera successivement la maison d'édition puis intentera un procès contre P.V Stock après avoir découvert ses dettes de jeu et leurs conséquences sur la stabilité financière de l'entreprise.
En 1914, avec le début de la Guerre de 1914-1918, il est mobilisé puis réformé et quitte alors le pays pour retourner à Chardonne où sa femme le rejoint. Son second enfant voit le jour en 1917, une fille nommée France. Il rentre en France en 1919 pour s'associer avec Maurice Delamain en 1921 et prendre la codirection de la « Librairie Stock, Delamain et Boutelleau », librairie devenue plus tard propriété du groupe Hachette.
L'entreprise Stock a connu une forte augmentation de son activité à partir de 1900, lorsqu'elle a acquis un important fonds étranger, qui lui permet alors de commencer à publier des auteurs étrangers, ce que Delamain et Boutelleau vont dynamiser fortement au point de faire de la maison une sommité dans le domaine. Ainsi, les deux partenaires développent une cohésion très fructueuse dans l'entreprise où Delamain a le rôle de l'administrateur tandis que Boutelleau fait figure d'homme de lettres. Sa conception du métier d'éditeur est la suivante : « Je pense que dans l'édition comme dans toutes les entreprises, la qualité principale, et qui est bien rare, c'est le jugement ; il ne faut pas se tromper sur les gens ni sur les choses ; et puis la suite dans les idées : il faut savoir achever ce qu'on a commencé. En général, on reste à mi-chemin. Tout dépend des cadres ; au choix des cadres, on reconnaît la valeur du principal responsable».
En apparence, il se tient à l'écart de la politique. En privé, il cultive un certain conservatisme et se montre même ouvert aux idées monarchistes : « ll faut dire au comte de Paris qu'un éloge royal est, entre tous, délicieux. Viendrait-il du diable, l'éloge serait encore bon. S'il veut me séduire tout à fait, il doit exterminer son aile gauche, cette bande de jeunes chenapans bolcheviks-royalistes : Brasillach, Thierry Maulnier, Claude Roy ; et même les vieux : Gaxotte, Varillon, etc. »
En 1929, sa réussite le conduit à être nommé chevalier de la Légion d'honneur. À partir de l'année suivante, de nombreux événements atteignent la famille de Boutelleau car sa mère, Mary Ann Haviland, meurt en 1930.
Il parle peu de sa femme et de ses enfants. Lorsqu'il évoque sa femme, c'est avec lassitude, et toujours pour évoquer sa fragilité : « une femme trop frêle, c’est lourd ». Dans ses écrits transparaît une certaine attirance pour les jeunes hommes « en tout bien tout honneur, naturellement ».
En 1934, il divorce donc de son épouse Marthe Schyler-Schröder pour épouser l'année suivante Camille Belguise (1894-1980), une femme écrivain qui publiera son premier ouvrage en 1952 chez Plon titré Échos du silence. Son second mariage se fera donc avec la mère d'André Bay, et il favorise ainsi l'amour de la lecture chez son beau-fils[réf. nécessaire], lequel sera écrivain et un directeur littéraire renommé des éditions Stock pendant quarante ans.
En 1938, la fille de Jacques Boutelleau, France Boutelleau, devient l'épouse de Henry Muller, un auteur français publié chez Grasset comme c'est le cas pour Jacques Chardonne, qu'il considère comme un ami.

### Sous l'Occupation
En 1939, alors que la Seconde Guerre mondiale débute, Boutelleau continue de diriger la maison d'édition mais il commence très vite à faire publier des écrits collaborationnistes.
Il écrit aux premiers jours de l'Occupation : « Ici occupation correcte, douce, très douce. Mais j'espère que nous souffrirons. J'accepte tout du fond du cœur. Je sens le bienfait de l'“épreuve”, la toute-puissance de l'événement. Une immense folie est dissipée [...] j'ai l'horreur de ce que nous étions. Je ne déteste pas l'Allemand mais le Français d'hier, moi, l'Anglais (l'Anglais surtout qui me devient odieux, avec son Churchill dément), frivole et vantard. La censure elle-même me sera bonne. Nous ne voulons pas être nazis, et personne, je crois, n'attend cela de nous. Mais je peux comprendre leur leçon. Derrière cette force matérielle, il y a des forces morales très grandes. La débâcle anglo-française est une débâcle morale. »
Culturellement germanophile, il répond à l'invitation de Joseph Goebbels, ministre de la Propagande du Reich, en octobre 1941, avec sept autres écrivains français, tels Pierre Drieu la Rochelle, Marcel Jouhandeau et Robert Brasillach, et séjourne en Allemagne pour le Congrès des écrivains européens de Weimar, dont il revient enthousiasmé, voire favorable à Hitler.
On le voit également ardent pétainiste : « Il n'y a pas de “pauvre” gouvernement de Vichy. Il n'y a que des pauvres Français. Pétain est le seul grand. Je le trouve sublime. Il est toute la France. Je vomis les Juifs, Benda, et les Anglais — et la Révolution française. C'est une grande date que 1940. Et qui doit beaucoup à 1918. Je suis sûr que vous verrez un jour dans quelle erreur nous étions. »
En 1942, alors que d'autres déclinent prudemment une nouvelle invitation, il accepte de présider un second voyage outre-Rhin, toujours avec Pierre Drieu la Rochelle. Il écrit alors Chronique privée de l'an 40 (1940) — dont il regrettera la parution — et dans diverses revues qui soutiennent la collaboration, comme Deutschland Frankreich.
En juin 1943, il fait imprimer Le Ciel de Nieflheim, ouvrage centré sur son admiration pour l'Allemagne et le nazisme : « Le national-socialisme a créé un monde neuf autour de la personne humaine ». Ses amis le découragent de le mettre en vente. Les exemplaires survivants sont aujourd'hui des curiosités recherchées par les bibliophiles.
Son fils unique Gérard (Paris, 27 mai 1911 - 2 novembre 1962), également romancier, résistant, est déporté en mars 1943 au camp d'Oranienburg-Sachsenhausen et libéré grâce à l'intervention du lieutenant Gerhard Heller. Son père dira de cet épisode : « [Il] est resté six mois à Oranienburg [...] Ce n'était pas rose. Mais ils sont revenus, je dois le dire, avec fort bonne mine. » En 1944, Gérard Boutelleau deviendra rédacteur en chef de l'hebdomadaire Carrefour, créé par une équipe proche des démocrates-chrétiens, puis vers 1950 orienté plus à droite, pour cesser de paraître en 1957 ; à ce titre, il sera en relation avec l'écrivain Jean Paulhan, qui correspondit avec son père de 1928 à 1962.
À propos de la Collaboration, il dira plus tard : « Vous avez lu La Paix de Jünger, j'espère. C'est là ce que j'ai toujours cru, ma “politique” et mes “alliés”. Seulement j'ai mal choisi mon moment pour le dire. »
Le sculpteur allemand Arno Breker, venu exposer ses œuvres à Paris en 1942, dit de lui qu'il « fut toujours ouvert à l'esprit allemand » et qu'il eut le courage « de voir, derrière le soldat qui entrait à Paris, le partenaire de demain »[réf. nécessaire].

### Après la guerre
À la Libération, il craint d'être fusillé à cause de son engagement collaborationniste.
Jacques Boutelleau doit alors assumer sa collaboration car il est signalé comme étant un des douze auteurs de la première liste noire formulée par le Comité national des écrivains. Ces auteurs ne peuvent alors plus être publiés sans que tous les autres auteurs refusent d'apporter des manuscrits aux maisons d'édition qui les ont acceptés.
Arrêté à Jarnac, comme son éditeur Bernard Grasset, qui est jugé par le Conseil national des écrivains (CNE), commission d'épuration de l'édition, il est suspendu en 1946 de sa profession pour entente avec l'occupant, puis est conduit le 12 septembre 1944 à la prison de Cognac, où il reste pendant quelques semaines et côtoie quelques notables compromis dans la Collaboration, avant d'être placé en résidence surveillée. En effet, il est libéré en novembre de la même année grâce à ses proches qui lui construisent une lourde défense et aux activités de résistance de son fils. Cependant, il est obligé de démissionner de la maison Stock et ne participera à ses activités à venir qu'en tant que conseiller technique.
Ses livres sont interdits de vente et de fabrication, mais il bénéficie en mai 1946 d'un non-lieu à la suite des déclarations de son fils et de Paulhan. Il écrira à ce sujet : « Le tribunal de Versailles, pendant deux ans, a examiné mon cas. Il était présidé par un communiste et le juge d'instruction était un juif. Ils ont jugé qu'il n'y avait rien à retenir contre moi ; et je crois bien avoir été le seul (dans ces circonstances) qui a été proclamé sans reproche. »
Il prend ses distances vis-à-vis de la politique : « Les « gens de gauche » reprennent pour leur compte le jeu des gens de droite. La patrie n'a jamais servi qu'aux passions et aux intérêts privés. Elle est toujours trahie. » Il exprime aussi quelques regrets au sujet de la Collaboration : « Je me suis rapproché du Rhin, que je ne traverserai plus jamais. Au-delà se passent des choses qui me soulèvent le cœur. »
Très proche de Paul Morand, avec qui il entretient une longue correspondance qui mènera à une publication en 2013 d'un premier volume de ces échanges épistolaires par la maison Gallimard. Ils parrainent ensemble une nouvelle génération d'écrivains, composée d'Antoine Blondin, Michel Déon, Félicien Marceau, Jacques Laurent, Kléber Haedens et François Nourissier, qu'on appellera les Hussards, un groupe littéraire reconnu comme étant de droite, et opposé au général de Gaulle. Chardonne correspond énormément avec Roger Nimier, rencontré en 1950, qui fait figure de chef de file du mouvement, et collabore à la revue de La Table ronde, où se retrouvent des écrivains de droite appartenant à l'ancienne comme à la nouvelle génération.
De 1951 à 1959, il entreprend de nombreux voyages principalement en Italie et au Portugal. Toutefois, sa santé décline entre-temps et il subit une importante opération en 1952.
Bien que vivant retiré, il accepte de prononcer, le 30 juin 1956, un discours pour la distribution des Prix du collège de Barbezieux.
Il poursuit son activité d'écrivain tout en affectant de mépriser les honneurs : « Je continue d'écrire. Je refuse l'Académie. Et on me couvre de fleurs, comme une tombe. »
En 1961, la maison d'édition Stock est rachetée pour devenir membre du groupe Hachette.
L'année suivante, Jacques Boutelleau est endeuillé par deux pertes, celle de Roger Nimier puis de son fils.
En 1966, après l'envoi d'un livre au président de la République, Charles de Gaulle, celui-ci, « remettant la politique à sa juste place » selon Ginette Guitard-Auviste, le remercie ainsi dans une lettre du 9 avril : « Cher maître, vos Propos comme ça m'enchantent. J'admire l'ampleur et la désinvolture de votre pensée. Je goûte votre style pur et sans accessoire », dont Chardonne est ému et assez fier pour la montrer à son entourage.
Cependant, le chef de l'État reste pour lui une « cible » de choix dans la longue correspondance qu'il entretient avec Paul Morand de 1952 à 1968 (publiée fin 2013 et consultable depuis 2000 à la bibliothèque de Lausanne), « tout en se montrant (plus) vulnérable aux côtés monarchistes et droitiers du grand homme », et où, face à l'antisémitisme de Morand, « il joue, selon François Dufay, les philosémites avec des arguments sentant leur antisémitisme, vantant Léon Blum, Raymond Aron, tout en pestant contre les métèques qui envahissent sa banlieue. » Ce qui n'empêche pas sa biographe, Ginette Guitard-Auviste, d'affirmer que Chardonne n'a jamais manifesté « de racisme d'aucune sorte, ni racial ni social ».
Refusant les honneurs post mortem, il fait part à ses proches de ses dispositions testamentaires : « pas de rue, pas de plaque ».

### Mort
Il meurt à La Frette-sur-Seine, où il vivait depuis 1926, dans la Villa Jacques-Chardonne, construite sur ordonnance par Henri Pacon.

## Postérité

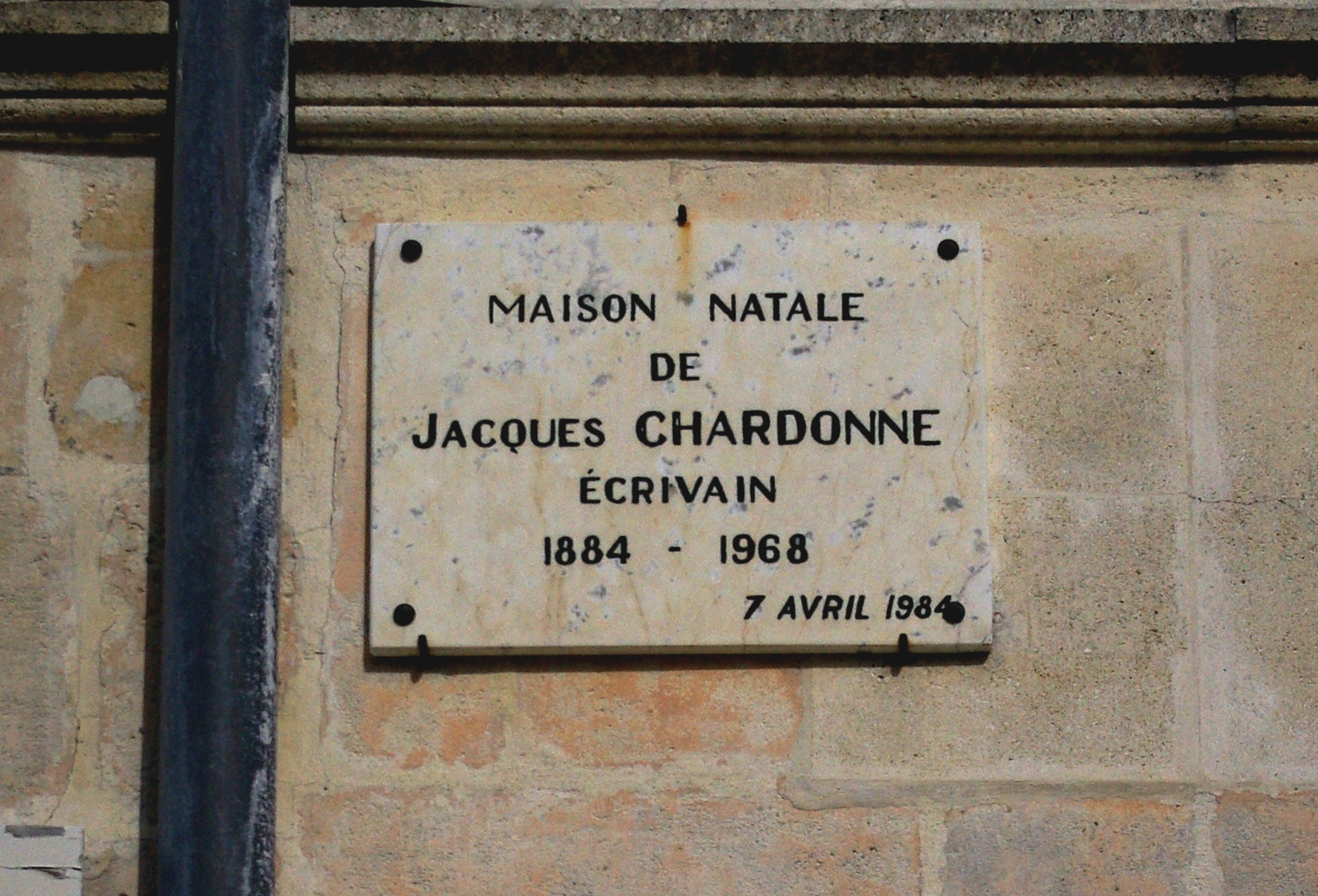
Plaque commémorative à Barbezieux.

François Mitterrand, né à Jarnac, a exprimé son admiration pour l'écrivain, « autre gloire charentaise et styliste-hobereau ».
Le 7 avril 1984, une cérémonie pour le centenaire de sa naissance fut organisée à Barbezieux, une rue à son nom inaugurée, et une plaque posée sur la façade de sa maison natale. En 2004, les deux salles de l'Hôtel de région auxquelles son nom avait été donné en 1986 furent débaptisées « en raison de cette attitude condamnable sous l'Occupation ».
Dans ses journaux qu'il publie chaque année de 2000 à sa mort, Pascal Sevran fait part de sa grande admiration pour l'écrivain dont il se sent proche, ainsi que de Marcel Jouhandeau,.
En 2018, sa notice dans le Livret annuel des commémorations nationales suscite la polémique ; on lui reproche notamment de faire l'impasse sur son passé collaborationniste.

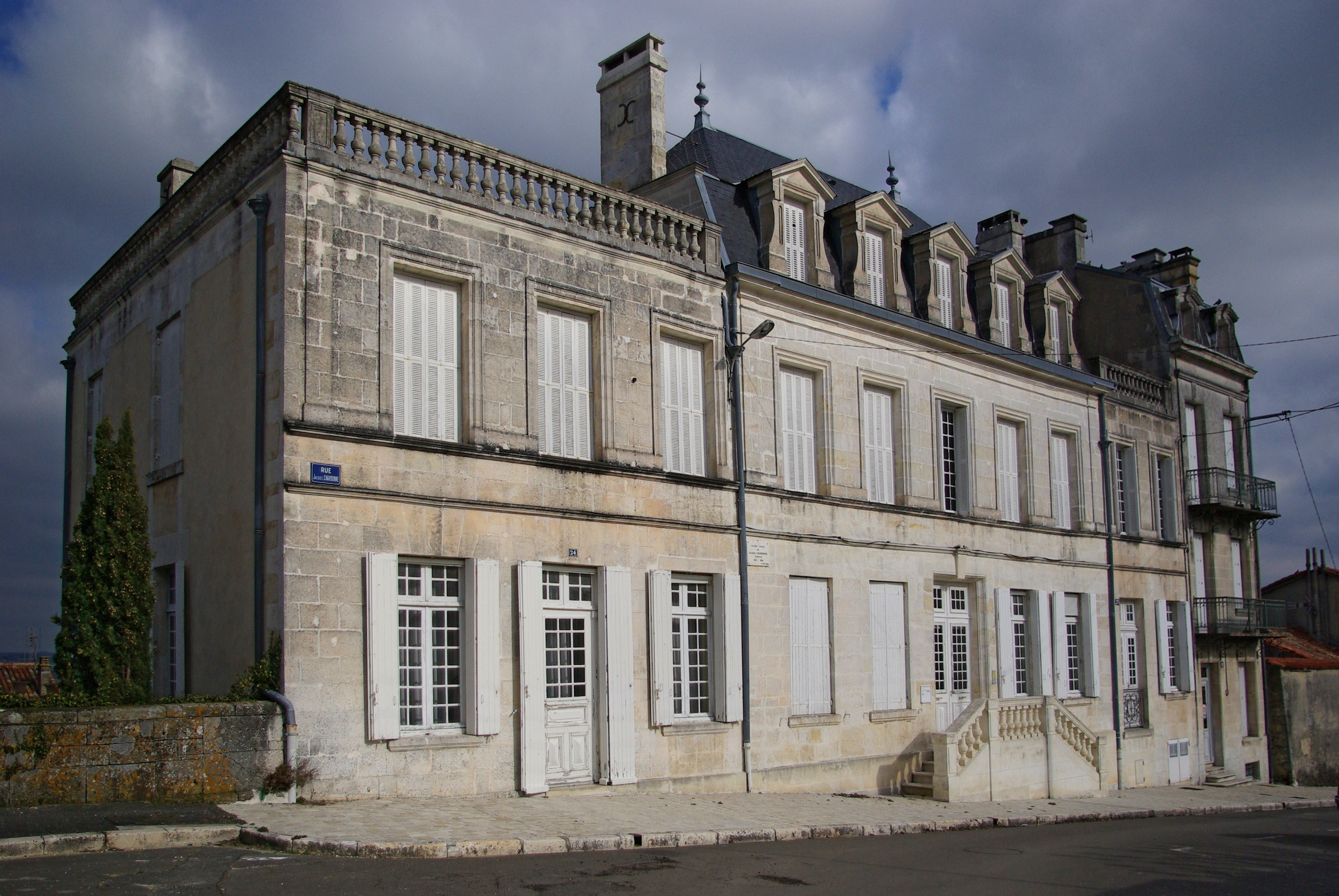
Maison natale de Jacques Chardonne.
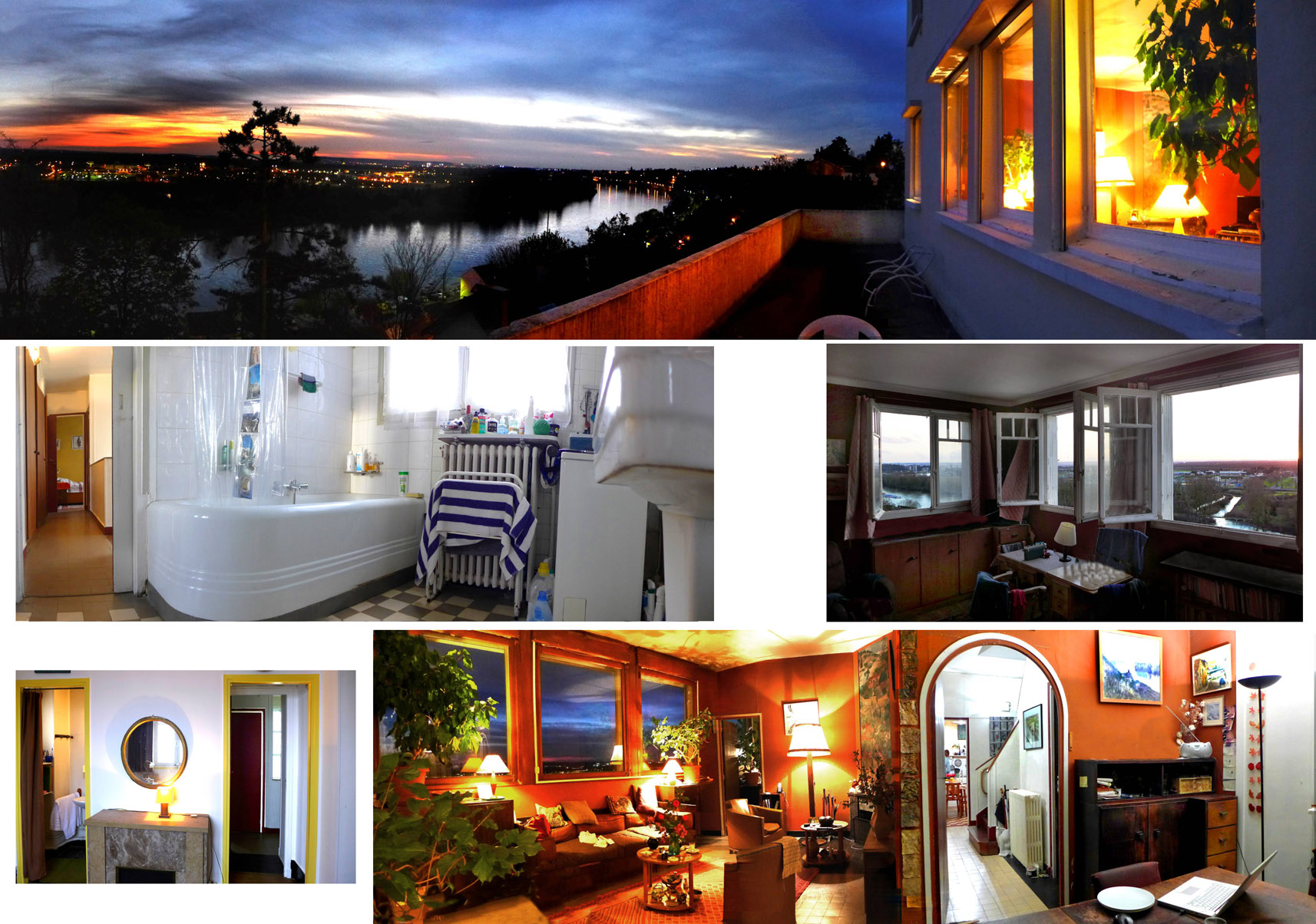
Villa Jacques Chardonne.
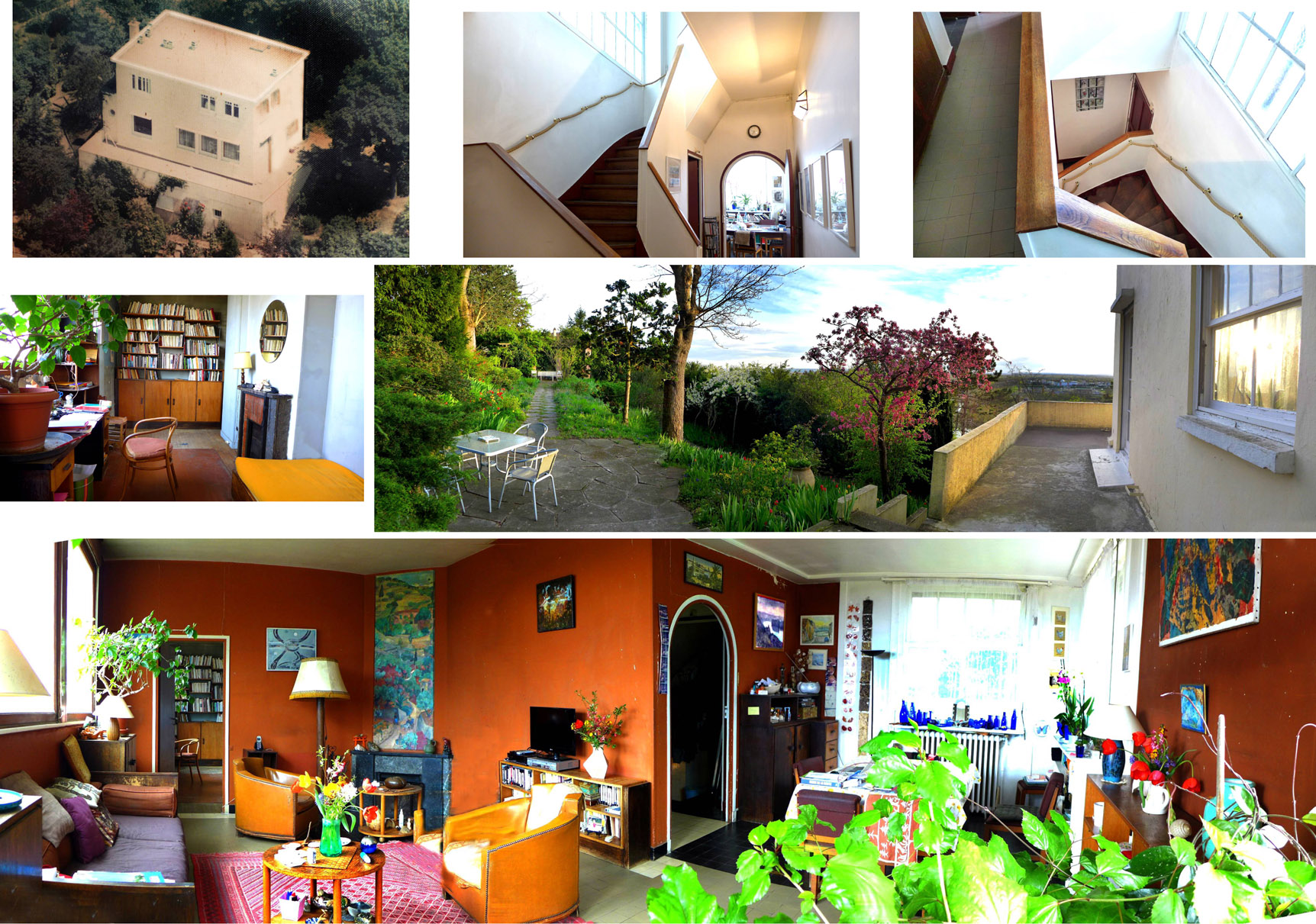
Villa Jacques Chardonne.
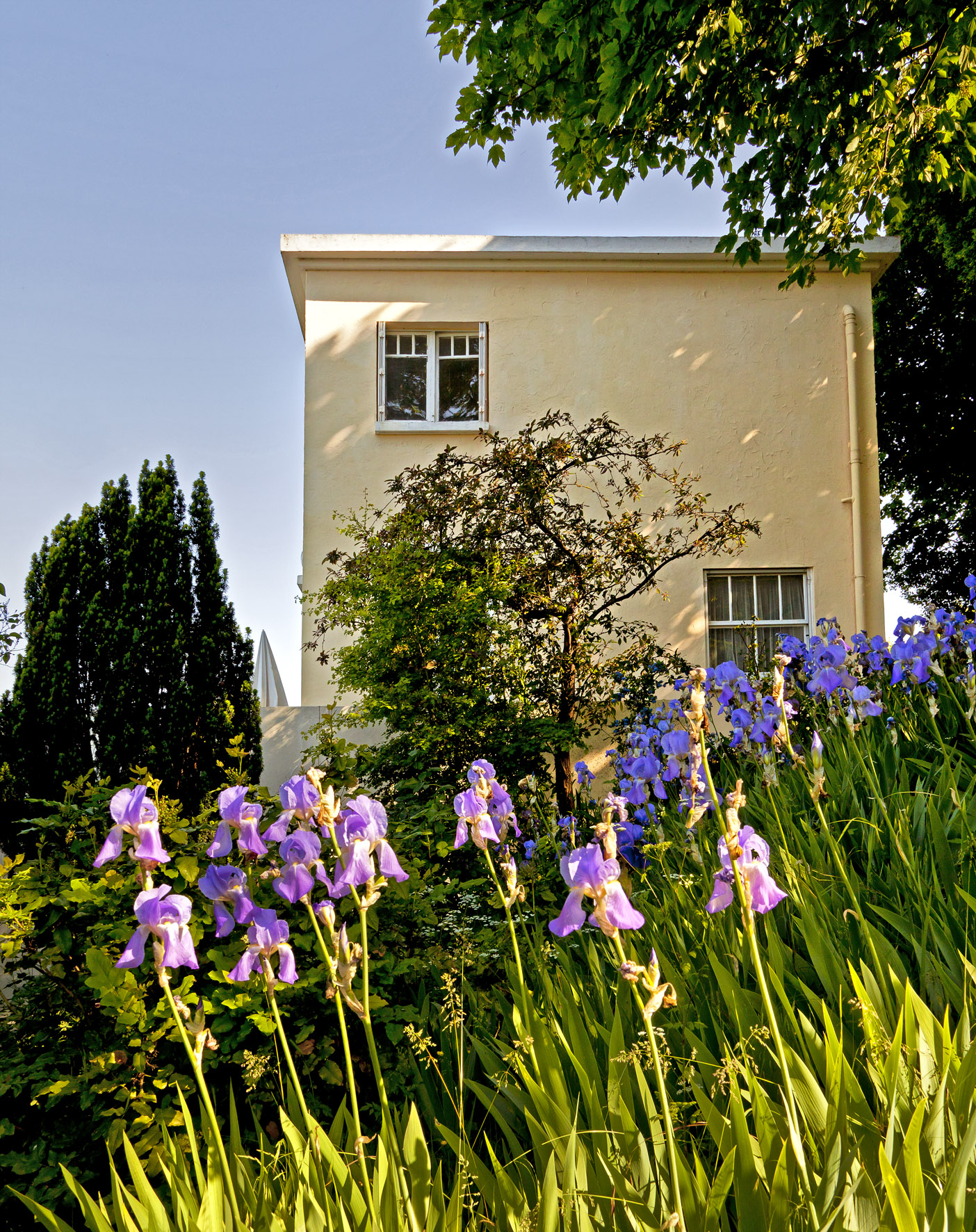
Villa Jacques Chardonne.

## Œuvres
Les bibliographies de Chardonne et de sa seconde épouse, Camille Belguise (1894-1980), dues à la libraire Caroline Tachon, ont été publiées dans le 19e et dernier cahier annuel de l'Association des amis de Jacques Chardonne (AAJC), dissoute le 25/05/1998, jour du trentième anniversaire de sa mort.
Lors d'une vente publique à Paris (Drouot-Richelieu) les 16 et 17 mai 2013, 343 lettres écrites par Chardonne de 1950 à 1968 - année de sa mort - à sa biographe furent cédées pour 20 000 euros.
- 1921 : L'Épithalame (Paris, librairie Stock et Vienne, Larousse, 1921 ; Grasset, 1929 ; Ferenczi, 1933 ; Albin-Michel, 1951 ; S. C. Edit. Rencontre, Lausanne, 1961 ; L.G.F., 1972 ; Albin-Michel, 1987) ;
- 1927 : Le Chant du Bienheureux (Librairie Stock, 1927 ; Albin-Michel, 1951) ;
- 1929 : Les Varais, dédié à Maurice Delamain (Grasset, 1929 ; Ferenczi et fils, 1932 ; Albin-Michel, 1951 ; Grasset, 1989) ;
- 1930 : Eva ou le journal interrompu, dédié à Camille Belguise, sa seconde épouse (Grasset, 1930 ; Ferenczi et fils, 1935 ; Albin-Michel, 1951 ; Gallimard, 1983) ;
- 1931 : Claire, dédié à Henri Fauconnier (Grasset, 1931 ; Ferenczi et fils, 1936 ; Piazza, 1938 ; Albin-Michel, 1952 ; club du Livre du Mois, 1957 ; Rombaldi, 1975 ; Grasset, 1983) ;
- 1932 : L'Amour du Prochain, dédié « à mon fils Gérard » (Grasset, 1932 ; La Jeune Parque, 1947 ; Albin-Michel, 1955) ;
- 1934 : Les Destinées sentimentales (Grasset, 1934-1936), trilogie : La Femme de Jean Barnery, dédié à Jacques Delamain (id., 1934) ; Pauline (id., 1934) ; Porcelaine de Limoges (id., 1936 ; Grasset, 1947 ; Albin-Michel, 1951 ; L.G.F., 1984) — En 2000, ce roman a été adapté sous le même titre par le cinéaste Olivier Assayas, avec Charles Berling, Emmanuelle Béart et Isabelle Huppert.
- 1937 : Romanesques, dédié à Paul Géraldy (Stock, 1937 ; édit. Colbert et Stock, 1943 ; Albin-Michel, 1954 ; La Table Ronde, 1996) ;
- 1937 : L'Amour, c'est beaucoup plus que l'amour, dédié « à Jean Rostand son ami » (Stock, 1937, 1941 ; Albin-Michel, 1957, puis 1992) ;
- 1938 : Le Bonheur de Barbezieux, dédié à Marcel Arland (Stock, 1938, 1943 ; Monaco, édit. du Rocher, 1947 ; Albin-Michel, 1955, Stock, 1980) ;
- 1940 : Chronique privée, dédié « à ma fille France » (Stock, 1940) ;
- Chronique privée de l'an 40, dédié à Maurice Delamain (id.) ;
- 1941 : Voir la Figure - Réflexions sur ce temps, dédié « à mon ami André Thérive (...) souvenirs de l'année 1941 à Paris » (Grasset, 1941) ;
- 1941 : Attachements - Chronique privée (Stock, 1941 ; Albin-Michel, 1955) ;
- 1943 : Le Ciel de Nieflheim, 1943. « qu'il détruit sur le point d'être publié. Il en interdit à jamais toute publication » (Caroline Hoctan — présentation de la correspondance Chardonne/Paulhan, op. cit., p. 22). Extraits publiés dans les Cahiers Jacques-Chardonne no 2 et 3 ;
- 1948 : Chimériques (Monaco, édit. du Rocher, 1948 et 1992 ; Albin-Michel, 1954) ;
- 1953 : Vivre à Madère (Grasset, 1953 ; Albin-Michel, 1954) ;
- 1954 : Lettres à Roger Nimier et quelques réponses de Roger Nimier (Grasset, 1954 ; Albin Michel, 1955, rééd. Albin Michel, 1986)
- 1956 : Matinales, dédié à André Sabatier (Albin-Michel) ;
- 1959 : Le Ciel dans la fenêtre, dédié à Roger Nimier (Albin-Michel, 1959 ; La Table Ronde, 1998) ;
- 1961 : Femmes - contes choisis et quelques images, dédié à Camille Belguise (Albin-Michel) ;
- 1962 : Détachements, Paris, édit. td - Jean-Paul Caracalla (1962 ; Albin-Michel, 1969) ;
- 1964 : Demi-jour - suite et fin du Ciel dans la fenêtre (Albin-Michel) ;
- 1964 : Catherine (Albin-Michel) ;
- 1966 : Propos comme ça (Grasset).

### Voyages
- 1963 : Le Portugal que j'aime, préface, légendes de Paul Morand (éditions Sun).

### Correspondance
- 1969 : Ce que je voulais vous dire aujourd'hui, avant-propos de Paul Morand (Grasset) ;
- 1984 : Correspondance Chardonne/Roger Nimier, 1950-1962 (Gallimard) ;
- 1999 : Correspondance Chardonne/Paulhan, 1928-1962, préfacée par François Sureau (Stock) ; la plupart des lettres de Paulhan n'ont pas été conservées par Chardonne ;
- 2013 : Correspondance Morand/Chardonne, volume I (1949-1960), préfacée par Michel Déon (Gallimard).
- 2015 : Correspondance Morand/Chardonne, volume II (1961-1963)
- 2021 : Correspondance Morand/Chardonne, volume III (1964-1968), (dir.) Bertrand Lacarelle, Philippe Delpuech, Paris, Gallimard, 1184 p.  (ISBN 978-2070145584)

Sur celle échangée avec Morand, cf. François Dufay, « Chardonne-Morand, Conversation entre deux crocodiles » (Le Point, no 1446, 2 juin 2000) ; ils en interdirent la publication de leur vivant et déposèrent en 1967 à Lausanne plusieurs milliers de lettres, « monument d'abandon et de style sec », et « Dialogue de deux crocodiles nostalgiques », propos de François Dufay recueillis par Patrick Kéchichian (Le Monde du 23 février 2001) : « un délice d'esprit et de mordant, un des sommets du genre épistolaire ».

## Biographies et textes sur Jacques Chardonne
- 1936 : André Rousseaux, Le Paradis perdu - Colette, Chardonne, Giraudoux, André Gide, Paris, Grasset, coll. Âmes et visages du 20ème siècle, 296 p.
- 1938 : André Rousseaux, Littérature du vingtième siècle, Paris, Albin Michel.
- 1955 : Claude Elsen, Pour un portrait de Jacques Chardonne suivi de Mon Jardin, par Jacques Chardonne, avec photographies de Ottoni et de Catherine du Vivier (Plaisir de France, no 204, octobre 1955, p. 39 à 43) ;
- 1980 : Catalogue de l'exposition Écrivains et terre natale, Jacques Chardonne de la Bibliothèque centrale de prêt de la Charente (Confolens, imp. BCP, 4e trim. 1980) ;
- 1983 : Ginette Guitard-Auviste, Jacques Chardonne ou l'incandescence sous le givre (Olivier Orban) ;
- 1984 : Catalogue de l'exposition Jacques Chardonne à la Bibliothèque nationale, Paris, 17/05/-8/06/1984 avec inventaire de la donation André-Bay ;
- 2000 : Didier Dantal, Réfractions sur Jacques Chardonne, Les Dossiers d'Aquitaine  (ISBN 2-905212-96-9)
- 2003 : Pol Vandromme, Chardonne, c'est beaucoup plus que Chardonne, Paris-Monaco, Éditions du Rocher,  (ISBN 2-268-04613-3) ;
- 2006 : François Dufay, Le soufre et le moisi. La droite littéraire après 1945. Chardonne, Morand et les hussards, Paris, Perrin  (ISBN 2-262-01907-X) ;
- 2007 : Marie-Dominique Montel, Une jeunesse charentaise, les photos retrouvées de Jacques Chardonne (Le Croit Vif)  (ISBN 978-2916104362) ;
- 2008 : Roman 20-50, no 45, juin 2008, "Jacques Chardonne : Les Destinées sentimentales et Vivre à Madère", Presses universitaires du Septentrion.
- 2011 : Didier Dantal, Évidence de Chardonne, Éditions Scripta.
- 2011 : Simon Epstein, Les Dreyfusards sous l'Occupation, Paris, Albin Michel, 2001.
- 2012 : Barbara Berzel, Die französische Literatur im Zeichen von Kollaboration und Faschismus. Alphonse de Chateaubriant, Robert Brasillach und Jacques Chardonne, Gunter Narr Verlag,  (ISBN 9783823367468). Chap. 7: La littérature française sous le signe de la collaboration et du fascisme - Alphonse de Châteaubriant, Robert Brasillach et Jacques Chardonne[40].
- 2012 : Muna Majeed Hasson, Le chemin du bonheur au XXe siècle : Étude analytique et descriptive des écrits romanesques et non romanesques de Jacques Chardonne, Univ Européenne, 300 p.  (ISBN 978-6131589966)
- 2013 : Alexandre Le Dinh, Chardonne, Grez-sur-Loing, Éditions Pardès, coll. "Qui suis-je?", 128 p.  (ISBN 978-2867144691)
- 2015 : Nicolas Champ, « Jacques Chardonne », in Patrick Cabanel et André Encrevé (dir.), Dictionnaire biographique des protestants français de 1787 à nos jours, tome 1 : A-C, Paris, Les Éditions de Paris Max Chaleil, Paris, 2015, p. 644-646  (ISBN 978-2846211901)

## Archives
Le fonds Jacques-Chardonne, comprenant les manuscrits (autographes et dactylographies) de ses ouvrages et les lettres reçues de lui, a été déposé en 1994 par son beau-fils André Bay à la B.N.F., le « reste des archives » étant (en 1999) conservé à l'AAJC à La Frette-sur-Seine, commune où il vécut jusqu'à sa mort.
Cette association a pu publier de nombreux inédits dans ses 19 cahiers annuels, dont celui du centenaire de sa naissance (1984).
Ventes :
- une importante « collection » privée sur Chardonne, comprenant 75 lettres datées de 1948 à 1967, dont 73 à son ami d'enfance Robert Boisnier, auteur de critiques et de chroniques littéraires dans des revues régionales, qui défendit sa place et sa mémoire dans sa ville natale dont il fut le maire (1945-1953), les manuscrit et tapuscrit du court hommage écrit le 25 juin 1955 pour le centenaire de sa nourrice, Louise Lagarde, 65 autres lettres, 4 photographies prises à La Frette en août 1965 par Henri de Chatillon, des lettres de Camille Belguise, ont été vendues aux enchères publiques à Saintes (Charente-Maritime) le 25 octobre 2003 (no 228 et 229 du cat. - archives personnelles).

- un exemplaire de la 49e édition de Romanesques (1937) porte un — rare ? — envoi manuscrit « à Mme de Prin » (archives personnelles) qui fait penser à ces mots [expliquer pourquoi] : « Je n'aimerais pas avoir pour lecteurs des gens dont je ne voudrais pas pour amis ».

En 2013 est publiée chez Gallimard (préfacée par Michel Déon) sa correspondance avec l'écrivain Paul Morand. Il s'agit d'un premier tome couvrant leurs échanges de 1949 à 1960. Deux autres sont prévus (l'un allant de 1961 à 1964 et le troisième de 1964 à 1968, date de la mort de Chardonne). L'ensemble des lettres compte 5 000 pages.

## Adaptations cinématographiques
- Les Destinées sentimentales d'Olivier Assayas, 1999.

## Prix
- Prix Northcliffe en 1922 pour L'Épithalame
- Grand prix du roman de l'Académie française en 1932 pour Claire